# Jesus Kristus vår frälseman
Jesus Kristus vår frälseman (tyska: Jesus Christus unser Heyland) är en tysk påskpsalm av Martin Luther. Psalmen översattes till svenska och fick titeln Jesus Kristus vår frälseman.

## Publicerad i
- Göteborgspsalmboken under rubriken "Om Christi Upståndelse".[2]
- 1695 års psalmbok som nummer 171 under rubriken "Påska Psalmer - Om Christi Upståndelse".[1]